# Rural Studio
Rural Studio è uno studio di progettazione/costruzione architettonica dell'Auburn University la cui missione principale è trasmettere la responsabilità sociale della professione in stretta correlazione con le esigenze di sicurezza, stato dell'arte ed ispirazione locale in case ed edifici per le comunità rurali più povere dell'ovest dell'Alabama, una zona della cosiddetta Black Belt.
Fu fondato nel 1993 dagli architetti Samuel Mockbee e D. K. Ruth. Ogni anno vengono realizzati 5 o più progetti, come case unifamiliari seguite da studenti o tesi su altre tipologie, in gruppi da 3-5. Rural Studio ha costruito più di 80 alloggi e strutture pubbliche nelle contee di Hale, Perry e Marengo. La sede del Rural Studio si trova a Newbern, un paese della contea di Hale. La gran parte dei progetti più conosciuti è stata realizzata nella comunità di Mason's Bend, sulle rive del Black Warrior River.
I materiali impiegati sono fra i più diversi: copertoni vengono utilizzati come casseforma, riempiti di sabbia e saldati con cemento, scarti di linoleum rettangolari innervati diventano muri portanti, cartoni da riciclo pressati come pareti isolanti, incredibilmente resistenti al fuoco.

## Premi
- Global Award for Sustainable Architecture 2008[1]